# Buglossoporus brunneiflavus
Buglossoporus brunneiflavus är en svampart som beskrevs av Corner 1984. Buglossoporus brunneiflavus ingår i släktet Buglossoporus och familjen Fomitopsidaceae.   Inga underarter finns listade i Catalogue of Life.